# Siófok
Siófok è una città di 24 031 abitanti situata nella contea di Somogy, nell'Ungheria centro-occidentale.
È situata sulla sponda sud del lago Balaton ed è una meta turistica famosa soprattutto per le sue spiagge.
È collegata a Budapest da una linea ferroviaria elettrificata a doppio binario.

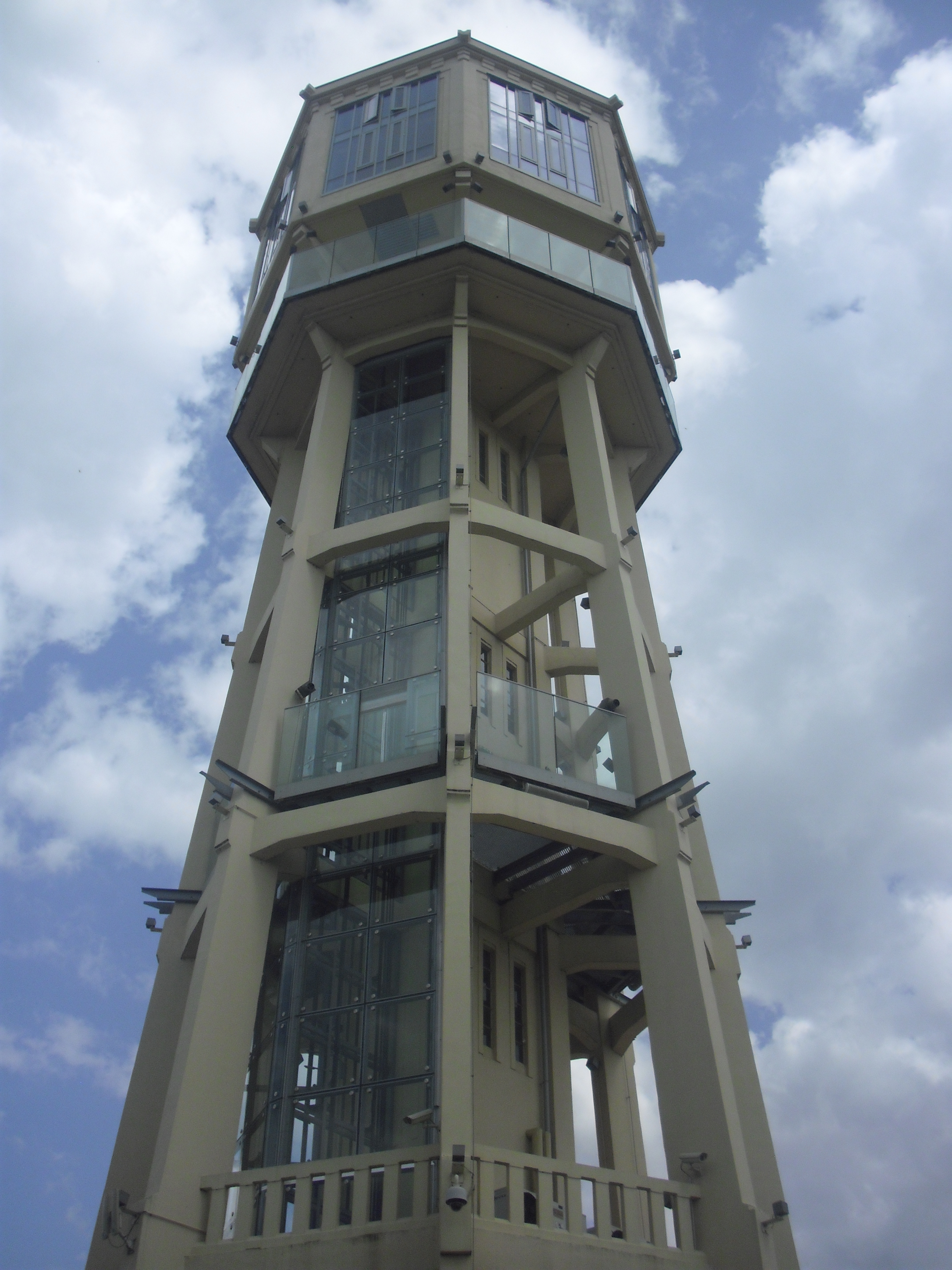
La torre dell'acqua di Siófok, simbolo e attrazione turistica della città.

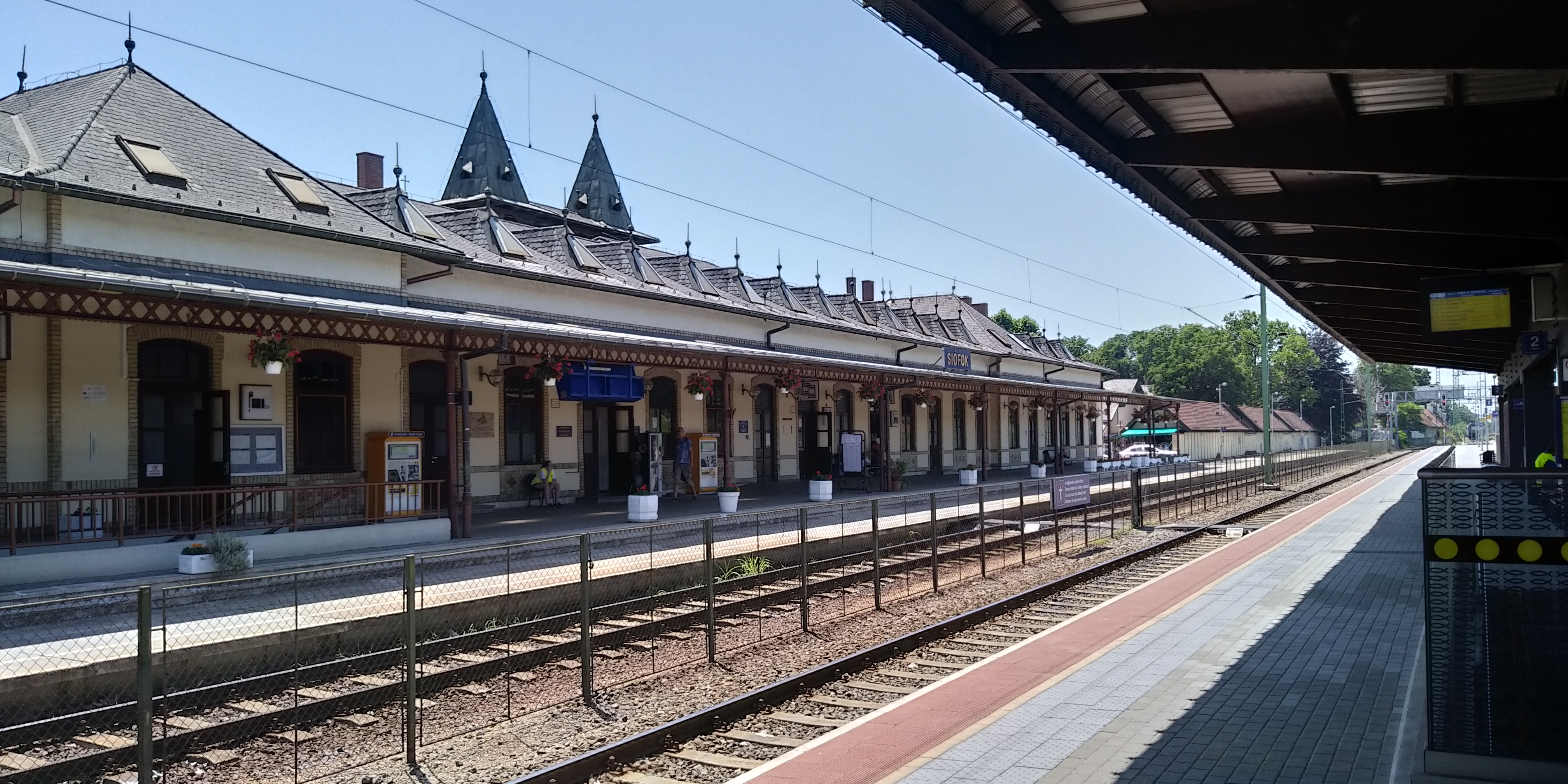

Qua nacque il compositore Emmerich Kálmán.

## Monumenti e luoghi di interesse
- La torre di Siófok, torre dell'acqua trasformata in attrazione per turisti. Si trova nella piazza centrale del paese ed è possibile prendere un ascensore per arrivare in cima, da dove si può avere una vista panoramica della città e del lago Balaton. L'ultimo piano della torre ospita anche un bar con tavoli in movimento.

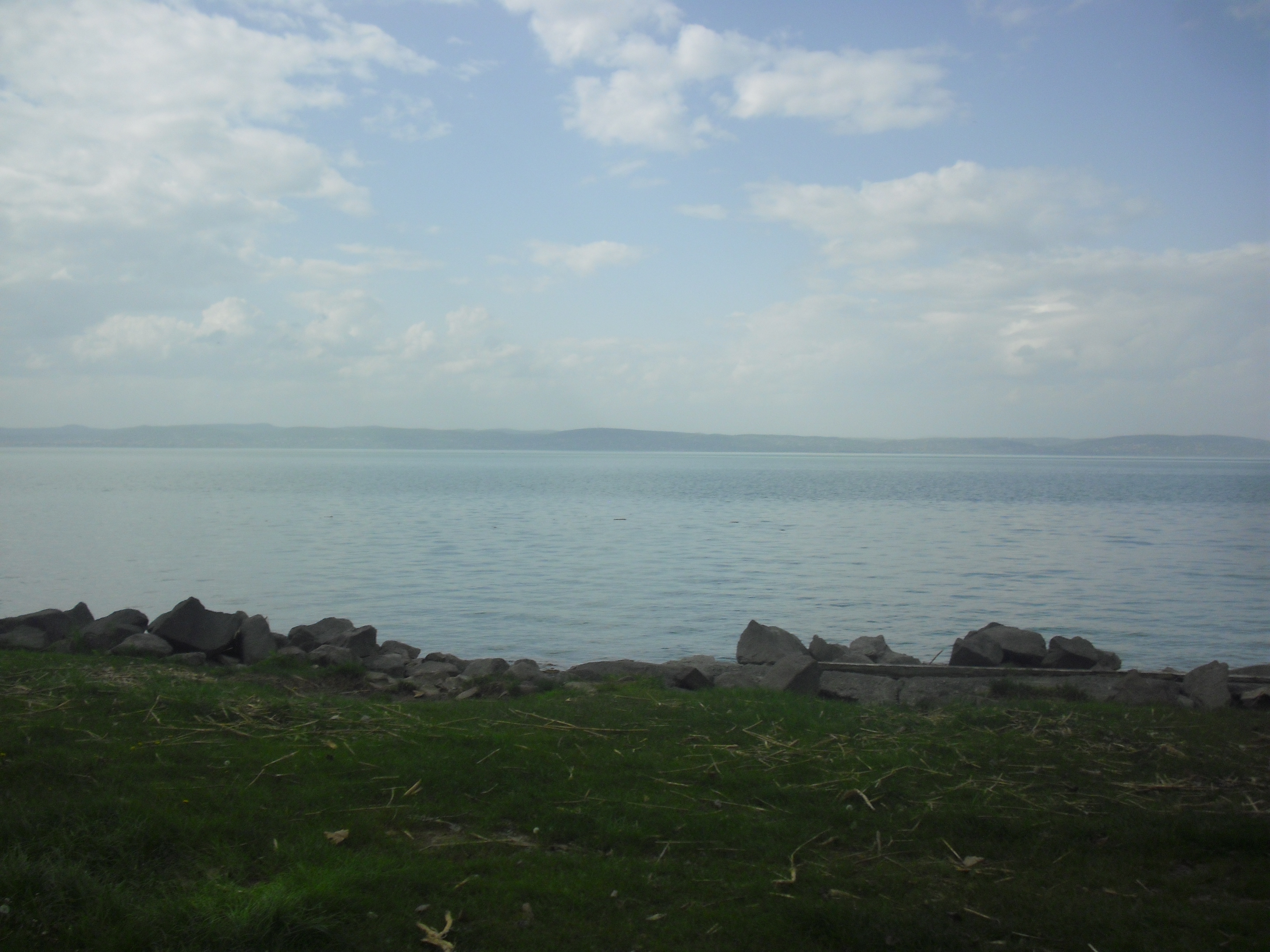
Il lago Balaton nei pressi di Siófok.

- Il lago Balaton

## Amministrazione

### Gemellaggi
- Oulu
- Gheorgheni
- Natanya
- Waldheim
- Pärnu
- Parenzo
- Walnut Creek
- Saint-Laurent-du-Var

## Sport

### Calcio
La squadra principale della città è il Bodajk Futball Club Siófok.